# 주바다호세주

주바다호세주

주바다호세주(소말리어: Jubbada Hoose)는 소말리아 남부에 위치한 주로, 주도는 키스마요이다. 케냐와 국경을 맞대고 있으며 게도주와 주바다데헤주, 인도양과 인접해 있다.